# Antonio José Díaz
Pour les articles homonymes, voir Antonio Díaz et Diaz.
Antonio José Díaz né le 12 juin 1980 à Caracas au Venezuela, est un karatéka vénézuélien surtout connu pour avoir remporté trois médailles de bronze, une médaille d'argent aux championnats du monde de karaté 2002, 2004, 2006, 2008 puis médaille d'or aux championnats du monde 2010 en kata individuel masculin. Il a par ailleurs été titre plusieurs fois aux championnats panaméricains de karaté.

## Résultats
| Résultat           | Date             | Épreuve         | Catégorie | Compétition                     | Ville hôte                                |
| ------------------ | ---------------- | --------------- | --------- | ------------------------------- | ----------------------------------------- |
| Médaille de bronze | Novembre 2002    | Kata individuel | Seniors   | Championnats du monde 2002      | Madrid, en Espagne                        |
| Médaille de bronze | Novembre 2004    | Kata individuel | Seniors   | Championnats du monde 2004      | Monterrey, au Mexique                     |
| Médaille d'or      | Mai 2005         | Kata individuel | Seniors   | Championnats panaméricains 2005 | Buenos Aires, en Argentine                |
| Médaille d'or      | 2006             | Kata individuel | Seniors   | Championnats panaméricains 2006 | Saint-Domingue, en République dominicaine |
| Médaille de bronze | Octobre 2006     | Kata individuel | Seniors   | Championnats du monde 2006      | Tampere, en Finlande                      |
| Médaille d'or      | Mai 2008         | Kata individuel | Seniors   | Championnats panaméricains 2008 | Caracas, au Venezuela                     |
| Médaille d'argent  | 14 novembre 2008 | Kata individuel | Seniors   | Championnats du monde 2008      | Tōkyō, au Japon                           |
| Médaille de bronze | Octobre 2019     | Kata individuel | Seniors   | Jeux mondiaux de plage de 2019  | Doha, au Qatar                            |